# Enrico Norelli
Enrico Norelli, né à Grosseto le 21 juin 1952, a enseigné l'histoire du christianisme ancien à la Faculté autonome de théologie protestante de l’Université de Genève. 

## Parcours scientifique
Docteur ès-lettres de l'Université de Pise et docteur en théologie de  l’Université de Genève, il a mené une carrière de chercheur et d'enseignant dans l’étude du christianisme antique au sein de différents établissements supérieurs et universitaires, à Bologne, Trieste puis Genève, où il a enseigné jusqu'en mai 2017, date de sa retraite.
Membre de différentes sociétés  savantes spécialisées dans l’étude du christianisme antique, il  fait également partie du comité de rédaction de plusieurs revues spécialisées dans cette matière (Letture  cristiane del primo millennio, Rivista di storia del  cristianesimo, Henoch et Adamantius).
Il a codirigé, avec Alain Desreumaux, la collection Poche Apocryphes des éditions Brepols de Turnhout et, en compagnie de Claudio  Moreschini, la collection Letteratura cristiana  antica des éditions Morcelliana de Brescia.
Il est l'auteur de plus d'une centaine d'articles scientifiques et de nombreux ouvrages personnels ou collectifs.
Il a participé aux séries d'émissions de Gérard Mordillat et Jérôme Prieur sur la naissance du christianisme, Corpus christi (1997-1998), L'Origine du christianisme (2003) puis L'Apocalypse (2008) qui ont suscité un grand retentissement en France et en Allemagne après leur première diffusion sur la chaîne Arte.